# Saint-Jean-le-Blanc (Loiret)
Saint-Jean-le-Blanc – miejscowość i gmina we Francji, w Regionie Centralnym, w departamencie Loiret.
Według danych na rok 1990 gminę zamieszkiwało 6806 osób, a gęstość zaludnienia wynosiła 889 osób/km² (wśród 1842 gmin Regionu Centralnego Saint-Jean-le-Blanc plasuje się na 46. miejscu pod względem liczby ludności, natomiast pod względem powierzchni na miejscu 1254.).